# Джонатан Гілл
Джонатан Гопкін Гілл, барон Гілл Оарефорда (англ. Jonathan Hill, Baron Hill of Oareford; нар. 24 липня 1960, Лондон, Англія, Сполучене Королівство) — британський політик, член Консервативної партії.
З 7 січня 2013 до 15 липня 2014 він був головою Палати лордів і Канцлером герцогства Ланкастерського.

## Біографія
Вивчав історію у Триніті-коледжі Кембриджського університету.
У 1985–1986 рр. працював у Дослідницькому департаменті Мозкового центру Консервативної партії. Тоді протягом трьох років він був спеціальним радником Кеннета Кларка, коли він займав різні міністерські посади в уряді Маргарет Тетчер.
Після перерви на два роки, працював у приватному секторі, у 1991 р. став політичним радником прем'єр-міністра, а у 1992 р. призначений на посаду голови політуправління канцелярії прем'єр-міністра Джона Мейджора.
У 1994-2010 роки він знову працював у бізнесі, і, особливо в галузі зв'язків з громадськістю та консалтингу.
27 травня 2010 отримав звання барона Гілла Оарефорда в графстві Сомерсет, і в той же час призначений заступником міністра освіти, відповідальний за школи у ранзі парламентського заступника держсекретаря.
У січні 2013 став головою Палати лордів і Канцлером герцогства Ланкастер.
У липні 2014 він покинув уряд, після того, як прем'єр-міністр Девід Кемерон оголосив, що Гілл буде представником Великої Британії в новому складі Європейської комісії. 10 вересня 2014, Жан-Клод Юнкер оголосив про призначення барона Гілла Єврокомісаром з питань фінансової стабільності, фінансових послуг та єдиного ринку капіталів.

## Зноски
1. 1 2 3 4 5  Lundy D. R. The Peerage
2. ↑  Debrett's People of Today. Архів оригіналу за 15 березня 2016. Процитовано 27 листопада 2015.